# Mark Joyce
Mark Joyce, angleški snukerist, * 11. avgust 1983.

## Kariera
Joyce prebiva v Walsallu. Po mnenju poznavalcev je pred njim svetla prihodnost v športu snukerja. Nase je sicer opozoril že kot amater, ko je leta 2001 osvojil Evropsko prvenstvo do 19 let, leta 2005 turnir English Open in leta 2006  Amatersko prvenstvo Anglije, kjer je v finalu z 8-3 premagal Martina O'Donnella. Serijo turnirjev Pontin’s International Open Series v sezoni 2005/06 je Joyce končal na petem mestu, od osmih turnirjev v sezoni je zmagal drugega, skupna uvrstitev na seriji pa mu je omogočila preboj v svetovno karavano. V njej še ni dosegel vidnejšega rezultata, še najboljši je bil leta 2009 na turnirju Grand Prix, na katerem se je uvrstil med najboljših 32 igralcev.